# منجي الكعلي
منجي الكعلي ولد في 15 مارس 1930 في قصر هلال وتوفي في 14 يونيو 2018 في قمرت، هو سياسي ومحامي تونسي.

## السيرة الذاتية
كان منجي الكعلي يتيم الأب في العاشرة من عمره، انتقل إلى تونس العاصمة في 1943، أين درس في المدرسة الصادقية. تحول بعدها إلى باريس في 1954 أين تحصل على شهادة من كلية الحقوق بباريس.

أثناء المؤتمر السابع للاتحاد العام لطلبة تونس المنعقد في تونس العاصمة في أغسطس 1959، انتخب أمينا عاما لمكتبه التنفيذي.

عين واليا على جندوبة بين 1964 و1967 ثم على بنزرت بين 1967 و1969، قبل أن يدخل إلى حكومة ليصبح كاتب دولة مكلف بالشؤون الخارجية. في 31 مايو 1976، عين في منصب وزير الصحة العمومية في حكومة الهادي نويرة، وبقي فيه حتى 26 ديسمبر 1977. كان أيضا مدير الأمن الوطني ثم سفير تونس لدى إسبانيا.

في 25 أبريل 1980، عين وزيرا لدى الوزير الأول ومدير الحزب الاشتراكي الدستوري، وبقي في هذين المنصبين حتى 13 مارس 1984، تاريخ تعيينه وزيرا ممثلا شخصيا لرئيس الجمهورية الحبيب بورقيبة في نفس حكومة محمد مزالي، وذلك حتى 21 يناير 1986. أصبح بعدها سفيرا لبلاده في تشيكوسلوفاكيا.

كان أيضا نائبا في مجلس النواب التونسي عن دائرة المنستير الانتخابية: بعد انتخابات 3 نوفمبر 1974 في المدة النيابية الرابعة حتى 1977، ثم انتخابات 1 نوفمبر 1981 في المدة النيابية السادسة حتى 1986.

شغل أيضا منصب عمدة مدينة قصر هلال، مسقط رأسه. 

توفي في 14 يونيو 2018 في مدينة قمرت الواقعة في ضواحي تونس العاصمة، بينما سيدفن في مسقط رأسه قصر هلال في 15 يونيو.

## مؤلفاته
- Au service de la République, sous l'égide de Bourguiba (في خدمة الجمهورية، بقيادة بورقيبة)، دار سراس للنشر، تونس العاصمة، 1999.